# Eulophia ovalis
Eulophia ovalis är en orkidéart som beskrevs av John Lindley. Eulophia ovalis ingår i släktet Eulophia och familjen orkidéer.

## Underarter
Arten delas in i följande underarter:
- E. o. bainesii
- E. o. ovalis